# Obila artificata
Obila artificata là một loài bướm đêm trong họ Geometridae.